# Giangiacomo
Giangiacomo  è un nome proprio di persona italiano maschile.

## Varianti
- Maschili: Gian Giacomo
  - Diminutivi: Giangi
- Femminili: Giangiacoma[1]

### Varianti in altre lingue
- Francese: Jean-Jacque, Jean-Jacques

## Origine e diffusione
Si tratta di un nome composto, formato dall'unione di Gianni (ipocoristico di Giovanni) e Giacomo.
In italiano il nome ha scarsa diffusione, e viene utilizzato perlopiù in onore del filosofo svizzero Jean-Jacques Rousseau.

## Onomastico
Essendo un nome adespota, ossia privo di santo patrono, l'onomastico può essere festeggiato il 1º novembre, festa di Ognissanti, oppure lo stesso giorno di Giovanni e Giacomo.

## Persone

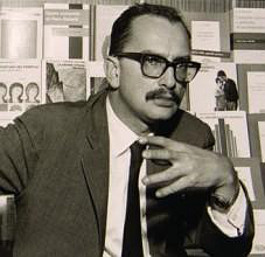
Giangiacomo Feltrinelli

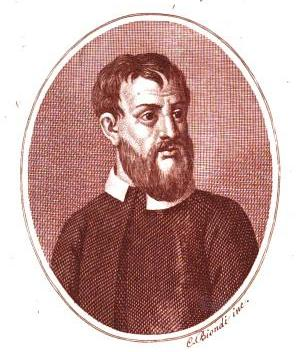
Gian Giacomo Adria

- Giangiacomo Borghese, politico italiano
- Giangiacomo Calligaris, generale italiano
- Giangiacomo Ciaccio Montalto, magistrato italiano
- Giangiacomo Feltrinelli, editore, attivista e partigiano italiano
- Giangiacomo Guelfi, baritono italiano
- Giangiacomo Schiavi, giornalista e scrittore italiano
- Giangiacomo Teodoro Trivulzio, cardinale italiano

### Variante Gian Giacomo

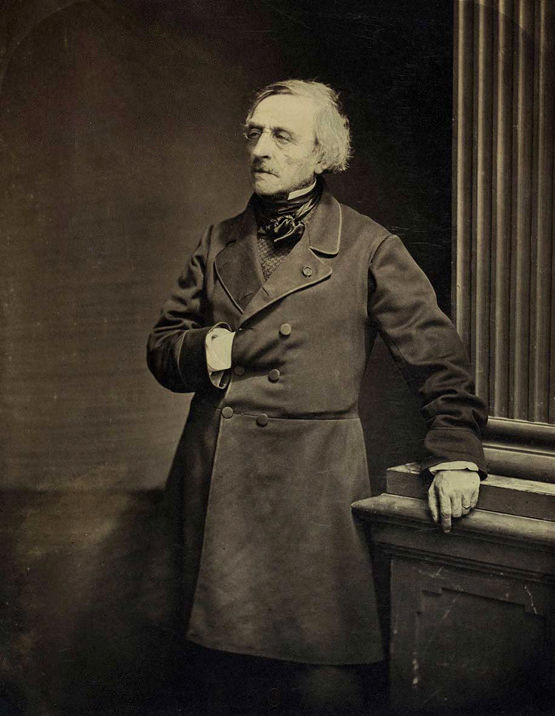
Jean-Jacques Ampère

- Gian Giacomo Adria, medico, umanista e storiografo italiano
- Gian Giacomo Albertolli, architetto svizzero
- Gian Giacomo Badini, militare italiano
- Gian Giacomo Caprotti, pittore italiano
- Gian Giacomo Dalmasso, fumettista italiano
- Gian Giacomo dell'Acaya, ingegnere italiano
- Gian Giacomo Medici, condottiero italiano
- Gian Giacomo Mora, italiano vittima delle accuse agli untori
- Gian Giacomo Poldi Pezzoli, collezionista d'arte italiano
- Gian Giacomo Trivulzio, militare e politico italiano
- Gian Giacomo Veneroso, doge genovese

### Variante Jean-Jacques

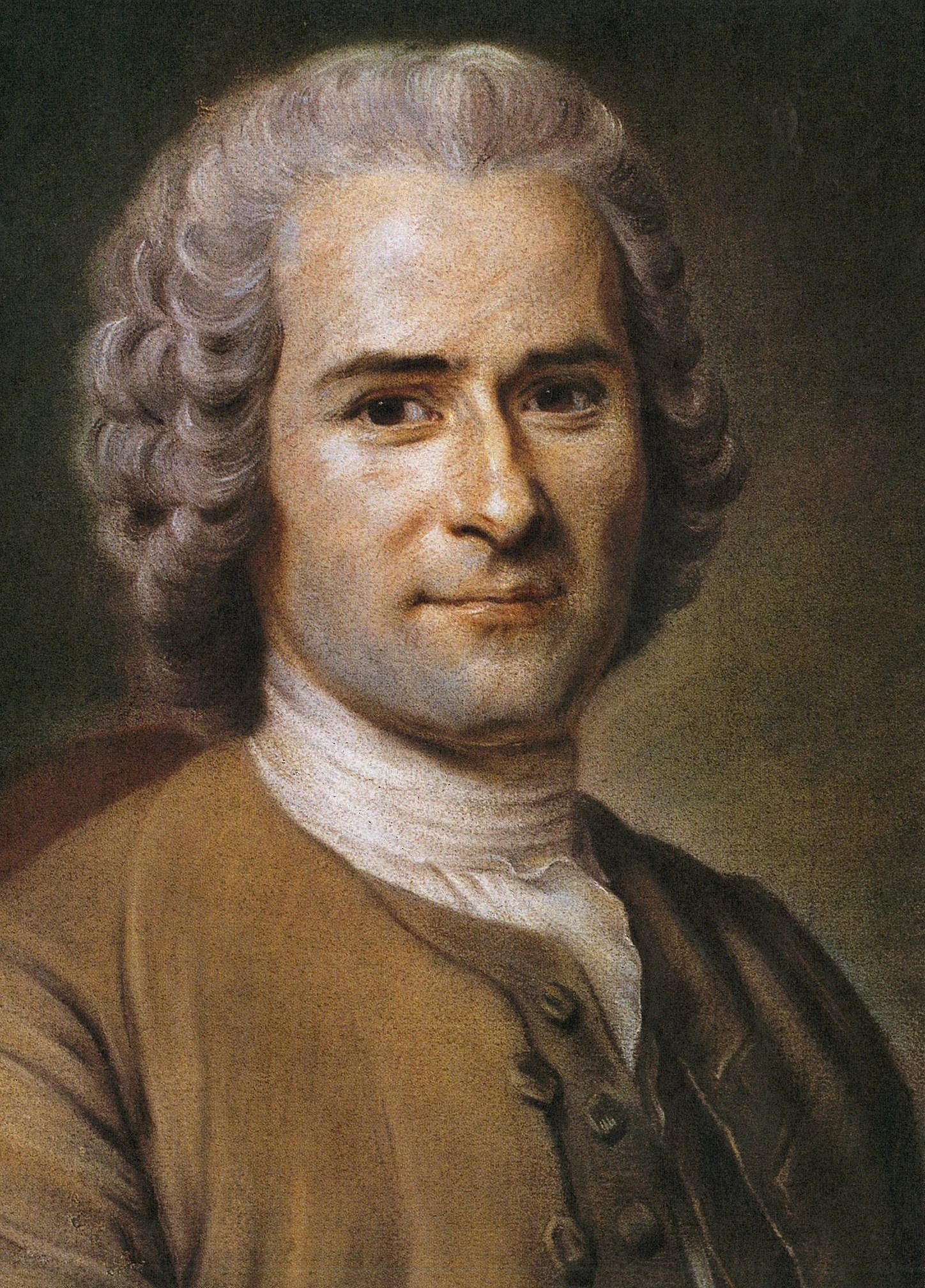
Jean-Jacques Rousseau

- Jean-Jacques Ampère, scrittore francese
- Jean-Jacques Annaud, regista francese
- Jean-Jacques Barre, medaglista e incisore francese
- Jean-Jacques Barthélemy, scrittore, archeologo, numismatico e sacerdote francese
- Jean-Jacques Burlamaqui, filosofo, giurista e scrittore svizzero
- Jean-Jacques Goldman, cantautore francese
- Jean-Jacques Henner, pittore francese
- Jean-Jacques Lequeu, architetto e disegnatore francese
- Jean-Jacques Olier, presbitero francese
- Jean-Jacques Pillot, rivoluzionario e scrittore francese
- Jean-Jacques Régis de Cambacérès, legislatore e politico francese
- Jean-Jacques Rousseau, filosofo, scrittore e musicista svizzero
- Jean-Jacques Servan-Schreiber, politico, giornalista e scrittore francese
- Jean-Jacques Willmar, politico lussemburghese